# Жаннетт: Детство Жанны д’Арк
Жаннетт: Детство Жанны д’Арк (фр. Jeannette, l'enfance de Jeanne d'Arc) — французский кино-мюзикл 2017 года, поставленный режиссёром Брюно Дюмоном. Лента участвовала в программе Двухнедельника режиссёров на 70-м Каннском международном кинофестивале (2017).

## Сюжет
Действие фильма развивается с момента, когда Жанна д’Арк была юной пастушкой, к которой появился архангел Михаил, Екатерина Александрийская и Марина Антиохийская и заканчивается её отъездом в Вокулер, где она открыто объявила о своей божественной миссии.